# Maleństwo i przyjaciele
Maleństwo i przyjaciele (ang. Winnie the Pooh: Springtime with Roo, 2004) – amerykański film animowany w reżyserii Elliota M. Boura i Saula Andrew Blinkoff na podst. postaci z książek o Kubusiu Puchatku A.A. Milne’a. Tym razem w roli głównej, mimo tytułu, występuje Królik. 
Film został wydany w Polsce na kasetach wideo i DVD przez Imperial Entertainment 1 kwietnia 2004 roku. Film wydany również na DVD z dystrybucją CD Projekt i Galapagos Films. Film wyemitowany w telewizji na kanałach: TVP1, TV Puls (w hicie dnia 12 kwietnia 2014 roku), Puls 2, Disney Junior, Disney Channel, TV4. Film wydany na DVD i Blu-ray w USA w 2014 roku.

## Fabuła
W Stuwiekowym Lesie zaczyna się Wielkanoc. Tradycyjne „polowanie na pisanki” odbywa się u Królika. Kubuś, Prosiaczek, Kłapouchy, Maleństwo i Tygrys idą do niego, lecz tam czeka ich niemiła niespodzianka. Królik ogłasza, że dzisiaj jest „Dzień Wiosennych Porządków”. Maleństwo i reszta przyjaciół próbują przypomnieć Królikowi jaki jest dzień, jednakże bezskutecznie. W czasie porządków Maleństwo znajduje skrzynię z wielkanocnymi ozdobami. Kubuś i przyjaciele przystrajają nimi dom Królika. Po powrocie z ogrodu Królik wścieka się na wszystkich, niszczy dekoracje wielkanocne i wyrzuca ich z domu. Maleństwo postanawia razem z przyjaciółmi przekonać Królika, do świętowania Wielkanocy. Tygrys przychodzi do niego i przypomina mu, jak kiedyś świętował Wielkanoc, ale Królik mu nie wierzy.
Wówczas w sprawie Tygrysa i Królika interweniuje narrator i przenosi przez książkę do zeszłorocznych obchodów Wielkanocy, kiedy Kangurzyca i Maleństwo wprowadzili się do Stuwiekowego Lasu. Królik pełniący funkcję zajączka wielkanocnego chce, aby wszystko było tak zorganizowane i uporządkowane, jak to tylko możliwe. Reszta ma dość jego sztywności i za sugestią Tygrysa wymyka się z pisankami. Królik idzie za nimi i odkrywa, że polują na pisanki bez niego. Wszyscy zgadzają się, że Tygrys jest „najlepszym ze wszystkich zajączkiem wielkanocnym”, co powoduje wielki smutek u Królika. Tygrys dowiaduje się, że Królik zawsze czekał na Wielkanoc, gdyż uwielbiał być zajączkiem wielkanocnym, ale poprzedni rok sprawił, że poczuł się niechciany, dlatego zrezygnował z obchodów tego święta.
Tygrys wyjaśnia innym powody niechęci Królika i wszyscy odczuwają wyrzuty sumienia, że niechcący sprawili mu przykrość. Królik za sprawą narratora widzi jak Maleństwo marzy, żeby Królik znów czuł radość. Królik jednak nadal mając urazę z przeszłości trzyma się swego. Następnej wiosny Królik ma wszystko wysprzątane, ale przyjaciele potajemnie go porzucili. Królik uświadamia sobie, że nigdy nie myślał o tym czego chcą Kubuś, Prosiaczek, Kłapouchy, Tygrys i Maleństwo oraz myślał tylko o sobie. Postanawia się zmienić, dając im ozdoby świąteczne i celebrując Wielkanoc, lecz kufer na ozdoby jest pusty. Na szczęście okazuje się, że to był tylko senny koszmar. Królik przeprasza przyjaciół za swoje bycie egoistą i świętuje Wielkanoc razem z nimi.

## Obsada głosowa
- Ken Sansom – Królik
- Jimmy Bennett – Maleństwo
- Jim Cummings –
  - Tygrys,
  - Kubuś Puchatek
- Kath Soucie – Kangurzyca
- John Fiedler – Prosiaczek
- Peter Cullen – Kłapouchy
- David Ogden Stiers – Narrator

## Wersja polska
Opracowanie wersji polskiej: Start International Polska

Reżyseria: Elżbieta Kopocińska-Bednarek

Dialogi polskie: Krystyna Skibińska-Subocz

Teksty piosenek: Marek Robaczewski

Dźwięk i montaż: Janusz Tokarzewski

Kierownictwo muzyczne: Marek Klimczuk

Kierownictwo produkcji: Elżbieta Araszkiewicz

W polskiej wersji udział wzięli:
- Ryszard Nawrocki – Królik
- Zofia Jaworowska – Maleństwo
- Jacek Czyż – Tygrys
- Maciej Kujawski – Kubuś Puchatek
- Joanna Jeżewska – Kangurzyca
- Tomasz Steciuk – Prosiaczek
- Jan Prochyra – Kłapouchy
- Tadeusz Sznuk – Narrator

Piosenki śpiewali:
- „Pisanki wabią nas” – Zofia Jaworowska, Jacek Czyż, Maciej Kujawski, Jan Prochyra, Tomasz Steciuk
- „Sprzątanie pajęczyny” – Jacek Czyż
- „Będzie psik” – Maciej Kujawski
- „W święta mieć was przy sobie” – Zofia Jaworowska, Jacek Czyż, Maciej Kujawski, Ryszard Nawrocki, Jan Prochyra, Tomasz Steciuk
- „Tak ma wszystko być zrobione” – Zofia Jaworowska, Jacek Czyż, Maciej Kujawski, Ryszard Nawrocki, Jan Prochyra, Tomasz Steciuk
- „W święta mieć was przy sobie” (repryza) – Zofia Jaworowska
- „Najlepsze ze świąt” – Ryszard Nawrocki
- „W święta mieć was przy sobie” (zakończenie) – Zofia Jaworowska, Jacek Czyż, Maciej Kujawski, Ryszard Nawrocki, Jan Prochyra, Tomasz Steciuk

Produkcja polskiej wersji językowej: Disney Character Voices International, Inc.